# Адаптивний комплекс
Адаптивний комплекс — оптимальна композиція, унікальний комплекс фізіологічних, поведінкових і екологічних особливостей популяцій, що доповнюють одні одних і сприяють більш успішному розмноженню кожного конкретного організму.
Адаптація будь-якого організму до умов середовища досягається за рахунок комплексу ознак (синдрому), при цьому набір адаптивних ознак буває досить різноманітним. Тому різні організми використовують лише частину потенційно можливих адаптивних ознак. Так, переживання тваринами екстремальних умов у жаркій пустелі (високі температури, дефіцит води) можливе як за рахунок фізіологічних (зниження випаровування за рахунок щільних шкірних покривів; зменшення втрат води при сечовиділенні, як у пустельних черепах і змій, у яких дуже густа сеча; створення запасу жиру, з якого при розщепленні виходить вода), так і поведінкових адаптацій (заривання в пісок). Для переживання холоду тварини можуть спалювати деяку кількість жиру, зберігати тепло за рахунок густого вовняного або пір'яного покриву, знижувати активність життєдіяльності, зариватися в сніг (тимчасово, або зимувати під снігом).
Цікавий адаптивний комплекс сформувався у мешканки американських пустель рогатої ящірки (Phrinosoma platyrhinos). Цей плазун харчується мурахами, що не є найкращим варіантом їжі — в тілі мурах багато незасвоюваного хітину. Тому, щоб наїстися, потрібно з'їсти багато мурах, і ящірка має великий шлунок і бочковидну форму тіла. З таким тілом швидко бігати скрутно, і тому втекти від хижаків вона не може. Рухливість замістилася на засоби самооборони — шипи на шкірному покриві. Нарешті, щоб наїстися, цій ящірці потрібно щодня годуватися набагато довше, ніж іншим видам ящірок, що споживають більш поживний корм. І тому період активності у рогатої ящірки довший, їй доводиться годуватися і в прохолодний час доби, і в спеку. Вона виробила здатність регулювати температуру тіла, тобто стала «частково теплокровною».
Принцип множинності адаптацій до переживання стресів досить добре вивчений фізіологами рослин. Наприклад, реакція на підвищення концентрації ґрунтового розчину (засолення) може включати в себе зміну товщини і хімічного складу клітинних стінок, зміну кількості і ізоферментного складу мембранних транспортних насосів і каналів, збільшення низькомолекулярних органічних і неорганічних осмопротекторів, гальмування росту, зміну співвідношення «надземна частина/корінь», виділення солей на поверхню рослини.
Адаптивні комплекси можуть включати ознаки, як такі, що змінюються паралельно в одному напрямку (маса організму і тривалість життя, швидкість росту рослин та їх виїдання фітофагами), так і пов'язані відносинами трейдоффу, тобто непереборними негативними кореляціями (число нащадків і тривалість їх життя; стійкість до стресу і швидкість росту у рослин; надої і жирність молока у корів; врожайність і вміст білка в зерні у пшениці і т. д.).
Цікаві приклади трейдоффу «дбайливість батьків/число нащадків» наводить І. О. Шилов (1998). У риб з пелагічною ікрою (тобто такою, що «кидається напризволяще») кількість ікринок обчислюється сотнями тисяч і мільйонами, а у акул, яйця яких захищені щільною оболонкою, рахунок ікринок йде на одиниці. «Безтурботна» зелена жаба (Bufo viridis) виробляє за сезон 8-12 тис. ікринок, а жаба-повитуха (Alytes obstericans), що намотує ікру на ноги, — всього 150. У американської піпи (Pipa americana), яка виношує ікру в особливих осередках на шкірі спини, кількість ікринок ще менша і не перевищує 100. При цьому далеко не завжди ознаки адаптивного комплексу пов'язані однозначно.
У різних видів одні й ті ж ознаки в одних і тих же умовах можуть бути пов'язані як позитивними кореляціями, так і формувати трейдофф. Ю. Е. Романовський встановив, що у плазунів, батьки яких «не піклуються» про нащадків, між масою тіла і плодовитістю зв'язок позитивний (чим більший за розмірами організм, тим більше у нього нащадків), а у птахів і ссавців з «турботливими» батьками ці параметри пов'язані відносинами трейдоффу : чим більші за розмірами батьки, тим менше число їхніх нащадків. У цьому випадку відношення двох ознак «розмір організму/число нащадків» визначає третя — дбайливість батьків.
Спостереження за озерними популяціями дафній, різною мірою схильних до паразитарної інфекції, показали, що між здатністю дафній виробляти стійкість до дії паразита (грибка Metschnikowia bicuspidata) та їх плодючістю (кількістю яєць, що відкладаються) існує чітко виражена негативна кореляція. Через це формування у господаря стійкості до паразитарної інфекції не завжди для нього вигідно. Іноді краще пожертвувати стійкістю до дії паразита, але зберегти плодючість, достатню для підтримки популяції. Вибір оптимальної стратегії еволюції залежить від умов, що складаються у водоймі, що було підтверджено групою американських дослідників. В озерах, де дафнії були добре забезпечені їжею, паразити вражали значну частину популяції, але до кінця літа у дафній розвивалася стійкість до зараження. А ось в озерах малопродуктивних, де дафнії відчували брак їжі (або в тих, де їх інтенсивно виїдали риби), паразитарна інфекція охоплювала меншу частину популяції, причому стійкість до впливу паразитів у них знижувалася. Така була «плата» за збереження досить високого рівня плодючості.